# Geografía de Laos

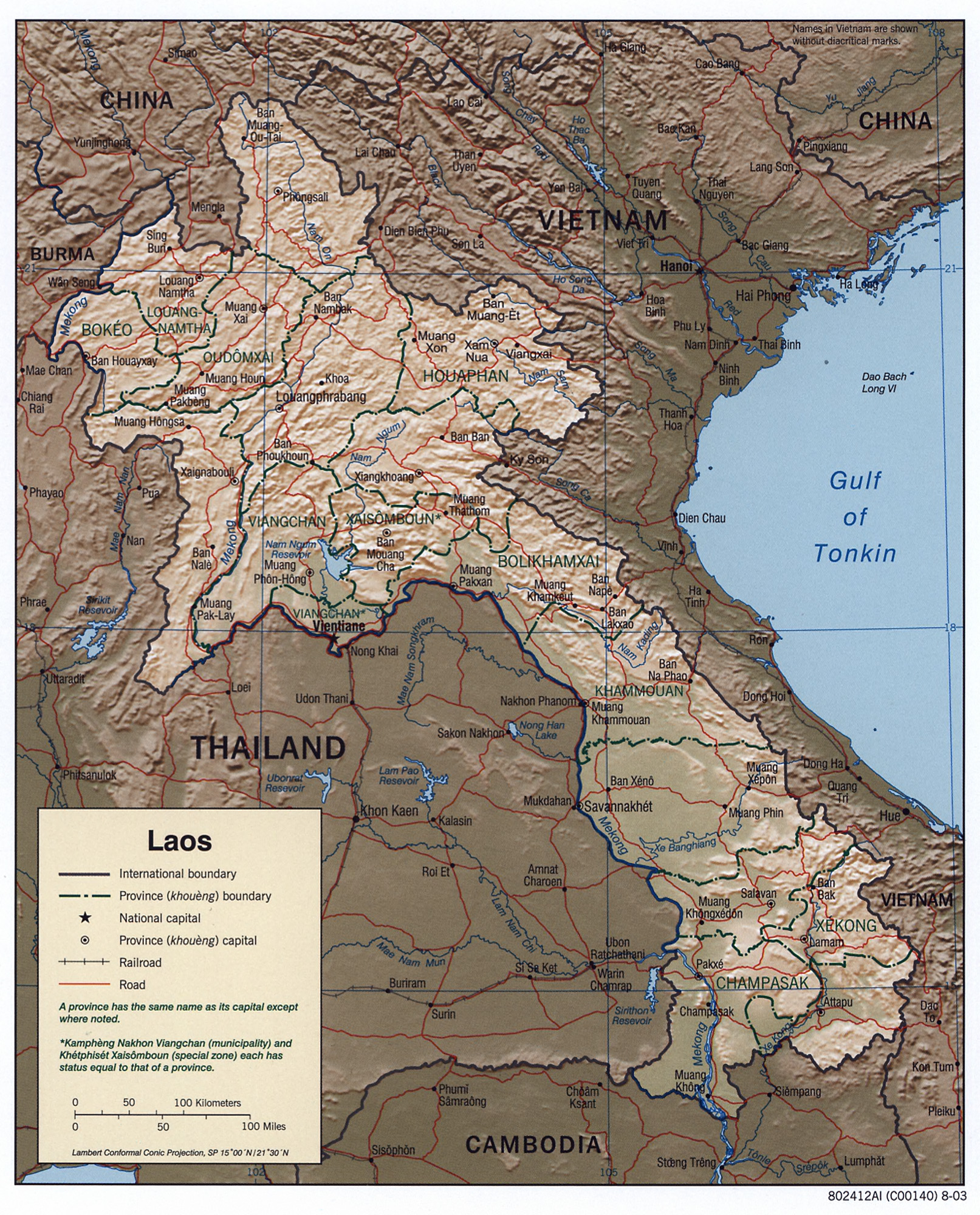
Laos

Laos es una nación sin salida al mar situada en el sudeste de Asia y que ocupa una porción del noroeste de la península de Indochina. Se encuentra rodeada por China, Vietnam, Camboya, Tailandia y Birmania. Tiene 236.800 km cuadrados de superficie (un poco menos que la mitad de España). El 2% de la superficie es de agua y es el 81.er país por superficie.

## Topografía
Laos es un país montañoso, especialmente en el norte, donde los picos alcanzan alturas alrededor de 2800 m. Bosques densos cubren las áreas norteñas y del este. El río Mekong, que forma su límite con Birmania y Tailandia, recorre el país con un curso de 1.500 km.
La mayor parte de la frontera occidental de Laos está marcada por el río Mekong, constituido en una importante arteria de comunicaciones. Las cataratas Khone Phapheng, en el extremo sur, impiden el acceso al mar. Numerosos barcos pequeños y piraguas facilitan la navegación por los tributarios del río Mekong. El río facilita también el contacto con sus vecinos del norte de etnia tailandesa. Aunque el río fue establecido como frontera por las fuerzas coloniales francesas, viajar entre una y otra orilla solo ha estado significativamente limitado desde el establecimiento de la República Democrática de Laos en 1975.
El borde oriental con Vietnam se extiende a lo largo de 2.130 km, la mayor parte siguiendo la cresta de la cordillera Annamita, y sirve de barrera natural entre la cultura de influencia china de Vietnam y los estados de influencia india de Laos y Tailandia. Estas montañas están habitadas de forma dispersa por tribus minoritarias que tradicionalmente no tienen conocimiento de la frontera con Vietnam ni que las tierras bajas de Laos han sido reducidas por los 1.754 km de frontera con Tailandia, de forma que los grupos étnicos se encuentran a ambos lados y relativamente aislados.
Laos comparte una corta frontera sur con Camboya de 541 km, pero las ruinas del antiguo Imperio jemer atestiguan la larga historia de contacto entre el pueblo laosiano y los jemer. Al norte, el país está bordeado por una frontera montañosa de 423 km con China y comparte 235 km del río Mekong con Birmania.
Laos está bordeado por la cordillera Annamita por el nordeste y el este, y la cordillera de Luang Prabang por el noroeste, entre otras sierras caracterizadas por un perfil escalonado. Las elevaciones típicas tienen 500 m con estrechos valles y escaso potencial agrícola. El paisaje montañoso se extiende por gran parte del norte del país, excepto en el ‘Páramo de las tinajas’ y Vientián, en la meseta de Tran-Ninh.
La franja sur del país contiene amplias áreas en las provincias de Savannakhet y Champasak cubiertas de arrozales nivelados y granjas. Gran parte de la provincia de Khammouan, en el centro, y la parte oriental de las provincias del sur es montañosa. Juntos, las llanuras aluviales y las terrazas del Mekong y sus tributarios cubren solo un 20 por ciento de las tierras.
Solo el 4 por ciento de los suelos son considerados cultivables. Los bosques han declinado de forma significativa desde la década de 1970 como resultado del comercio de la madera y la expansión de la tala y quema por las granjas.
En su mayor parte, este artículo es una Traducción de la Geography of Laos de la Wikipedia en inglés 

#### Lista de montañas de Laos
- Phou Bia, 2,819 m
- Phu Xai Lai Leng, 2,720 m
- Rao Co, 2,286 m
- Phu Soi Dao, 2,120 m
- Phou Khe, 2,079 m
- Shiceng Dashan, 1,830 m
- Dong Ap Bia, 937 m

## Clima

Mapa de Köppen del clima de Laos. En azul oscuro, monzónico, en azul claro, tropical de sabana y en verde, subtropical húmedo.

Datos climáticos para Vientián.

Laos tiene un coima tropical monzónico, con una pronunciada estación de lluvias entre mayo y octubre, una estación fría y seca entre noviembre y febrero, y una estación cálida y seca entre marzo y abril. Generalmente, los monzones se dan en todo el país a la vez, aunque ese periodo varía significativamente de un año a otro.
Las lluvias varían regionalmente, con las cantidades más altas, 3.700 mm anuales, registradas en la meseta de Bolaven, en la provincia de Champasak, al sur del país, entre la cordillera Annamita y el río Mekong, con una altitud que oscila entre 1.000 y 1.350 m. Las estaciones urbanas registran medias de 1.440 mm en Savannakhet, al oeste; 1.700 mm en Vientián y 1.360 mm en Luang Prabang, en el centro norte. En Vientián, como modelo, caen menos de 10 mm entre noviembre y febrero, y más de 200 mm entre mayo y septiembre, con 335 mm en agosto y 21 días de lluvia.
Las elevadas precipitaciones no siempre son adecuadas para el cultivo del arroz, y pueden darse años en que caiga la mitad o menos de la media, causando pérdidas en la cosecha. Las sequías pueden ser solo regionales.
La media de temperaturas en enero, el mes más frío, son de 20,5.oC en Luang Prabang, con una mínima absoluta de 0,8.oC, pero con oscilaciones medias diarias entre 14 y 28.oC); de 20,3.oC en Vientián, con una mínima absoluta de 3,9.oC, pero con oscilaciones medias diarias entre 16 y 28.oC) y de 23,9.oC en Pakse, con una oscilación diaria de 18 y 31.oC. Las medias de abril, el mes más cálido, son de 28,1.oC en Luang Prabang, con una máxima absoluta de 44,8.oC, pero con oscilaciones medias diarias entre 21 y 35.oC, y de 24-34.oC en Vientián). Las temperaturas varían con la altitud, con un descenso medio de 1,7.oC por cada 1.000 m. Las diferencias anuales se notan sobre todo en las mínimas, pues las máximas siempre oscilan entre los 30 y los 33.oC en las zonas bajas.

## Áreas protegidas de Laos
Según la IUCN (Unión Internacional para la Conservación de la Naturaleza), en la República Popular de Laos hay 33 zonas protegidas que cubren 38.582 km², el 16,68% del territorio, divididas en 1 reserva de caza, 2 áreas de conservación, 1 área nacional patrimonio de la conservación de la biodiversidad, 20 áreas nacionales de conservación de la biodiversidad y 7 áreas no catalogadas, además de 2 sitios Ramsar, humedales de interés para las aves.
La IUCN colabora con Laos desde 1998 en la protección de los bosques, pues el país se considera un tesoro natural todavía no descubierto en la región. Las ayudas se centran en la biodiversidad, el medio ambiente y las comunidades, el cambio climático y el agua y los humedales.

## Población

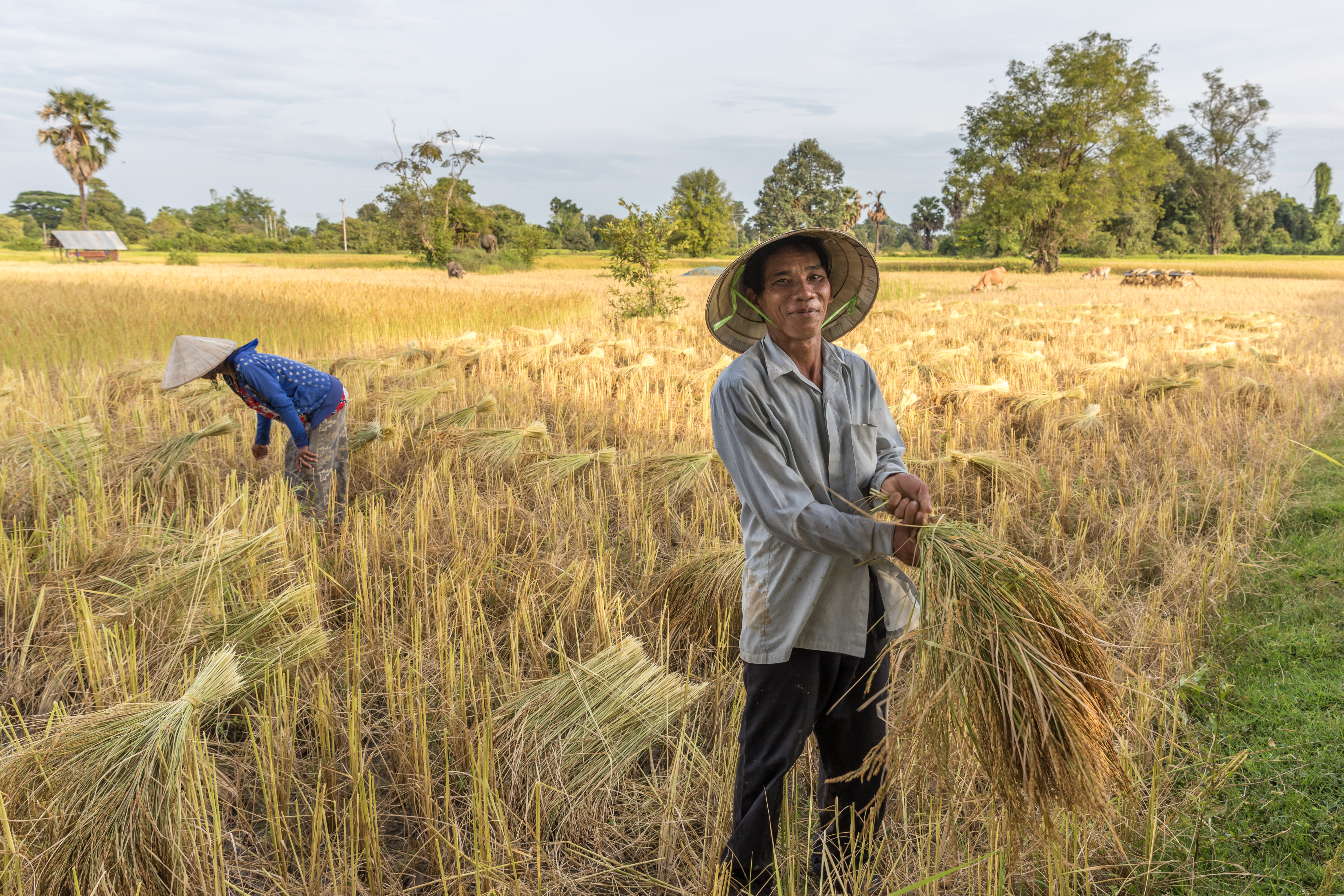
Laosianos durante la cosecha del arroz

En Laos, en 2021, había una población estimada de 7.430.000 habitantes. La esperanza de vida era de 68,9 años, la mortalidad infantil de 33 por 1000 nacimientos y de 40,4 antes de los 5 años. La media de edad en 2020 era de 24,4 años. El crecimiento de la población es de un 1,5 por ciento anual, con una media de 2,7 hijos por mujer en 2020, un descenso importante desde 2004, en que era de 4,86 hijos. La población urbana es de un 35,7 por ciento, unos 2,6 millones de personas. La ciudad más importante es Vientián, con 196.700 habitantes, seguida de Pakse, con 88,300 habitantes. 

#### Grupos y etnias
Antes de la guerra de Indochina, en Laos había unos 60 grupos de población que se redujeron notablemente después de la guerra. A finales del siglo XX, la población se agrupa por lengua y localización en tres categorías: los lao loum, de las tierras bajas, los lao theung, de las laderas, y los lao soung, de las tierras altas. Se identifican a sí mismos de esta forma. Los primeros viven en las riberas del Mekong, en sus tributarios y en las ciudades, constituyen dos tercios de la población, hablan lenguas tai de la familia tai-kadai, con la etnia lao como dominante y tienen una estructura social muy bien establecida, que diferencia la elite, relacionada con la realeza, del pueblo. Los lao theung viven dispersos por todo el país y hablan lenguas austroasiáticas; no tienen estructura socia más allá del pueblo, donde hay un líder que es el contacto con el gobierno central. Los lao soung incluyen pueblos que han migrado desde el norte, hablan lenguas hmong-mien y mantienen una estructura social tradicional.

#### Religión

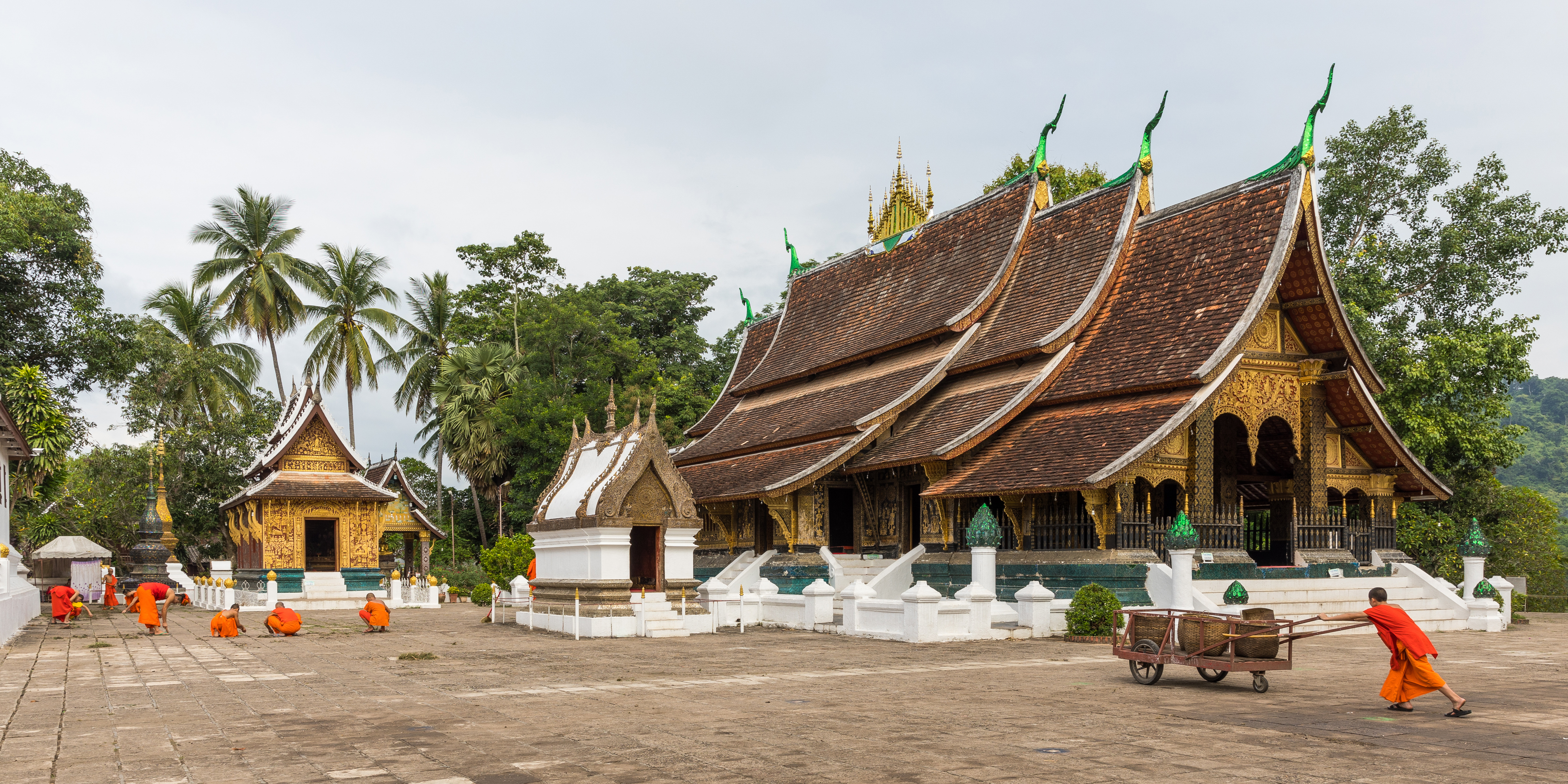
Monjes budistas en el templo de Wat Xieng Thong

La religión dominante en Laos es el budismo theravada. El budismo era la religión estatal dominante antes de la república laosiana y había creado una red paralela de poder formada por monjes y novicios, la sangha o comunidad budista. El budismo es mayoritario entre los lao de las tierras bajas. Dos quintos de la población no son budistas, sobre todo entre las otras comunidades que conservan creencias tradicionales. En algunas zonas, se mezcla el confucianismo con el budismo.